# حناشور
حنا شور، روستایی است از توابع بخش شنبه و طسوج شهرستان دشتی واقع در استان بوشهر ایران.

## جمعیت
این روستا در دهستان طسوج قرار دارد و بر اساس سرشماری سال ۱۳۸۵ آمار رسمی جمعیت آن (۴۹ خانوار) ۲۱۶ نفر می‌باشد.